# Tom McGowan
Thomas „Tom“ McGowan (* 26. Juli 1959 in Belmar, New Jersey) ist ein US-amerikanischer Schauspieler.

## Leben
Thomas McGowan wuchs in Belmar, New Jersey auf. Sein Studium an der St. Belmar’s Rose High School beendete er im Jahr 1977. Nach seinem Abitur besuchte er die Hofstra University und die Yale School of Drama.
McGowan wurde durch eine wiederkehrende Rolle in Frasier bekannt, in der er den Chef der Radiostation KACL, Kenny Daly, spielt. Des Weiteren spielte er in Alle lieben Raymond Rays Freund Bernie und in The War at Home Dave Golds Freund Joe. McGowan erschien auch auf Curb Your Enthusiasm als ein verärgerter Fan Larrys. Er ist auch als ein schmieriger Tabloid-Editor in einer Episode von Hannah Montana erschienen.
Am Broadway trat er in La Bête (1991) auf, wofür er eine Tony-Award-Nominierung als Bester Darsteller in einem Stück erhielt. Off Broadway gewann er einen Obie Award für seine Leistung in Nicky Silvers Film The Food Chain. Er spielte 1995 die Rolle von Pat Finley in dem Film Pfundskerle. Im Jahr 1996 trat er als Direktor Larue in drei Episoden der Serie Sabrina – Total Verhext! auf. Im Jahr 2006 spielte er die Rolle von Patrick Fisher in den Film Das Ende der Unschuld.
McGowan spielte die Rolle des Assistenten auf der 2. Nationalen Tour des Musicals Wicked, die am 12. März 2009 begann. Er spielte seine vorerst letzte Vorstellung am 6. Dezember 2009 und wurde von Don Amandolia ersetzt.
Privatleben
McGowan hat einen Sohn und eine Tochter.

## Filmografie (Auswahl)
- 1992: Der letzte Mohikaner (The Last of the Mohicans)
- 1992: Captain Ron – Kreuzfahrt ins Glück (Captain Ron)
- 1993: Schlaflos in Seattle (Sleepless in Seattle)
- 1993: Das Königsspiel – Ein Meister wird geboren (Searching for Bobby Fisher)
- 1994: Mrs. Parker und ihr lasterhafter Kreis (Mrs. Parker and the Vicious Circle)
- 1995: Pfundskerle (Heavy Weights)
- 1996: The Birdcage – Ein Paradies für schrille Vögel (The Birdcage)
- 1996–1997: Sabrina – Total Verhext! (Sabrina, the Teenage Witch, Fernsehserie, drei Folgen)
- 1996–2004: Alle lieben Raymond (Everybody Loves Raymond, Fernsehserie, 17 Folgen)
- 1997: Bean – Der ultimative Katastrophenfilm (Bean)
- 1997: Besser geht’s nicht (As Good As It Gets)
- 1999: Ein wahres Verbrechen (True Crime)
- 1998–2004: Frasier (Fernsehserie, 42 Folgen)
- 2000: Family Man (The Family Man)
- 2001: Ghost World
- 2003: Bad Santa
- 2004: Liebe an der langen Leine (Dog Gone Love)
- 2004: After the Sunset
- 2005: Das Ende der Unschuld (12 and Holding)
- 2005–2007: Familienstreit de Luxe (The War at Home, Fernsehserie, elf Folgen)
- 2007: Hannah Montana (Fernsehserie, eine Folge)
- 2008: CSI: Vegas (Fernsehserie, eine Folge)
- 2009: Just Peck
- 2010: Desperate Housewives (Fernsehserie, eine Folge)
- 2012: Modern Family (Fernsehserie, eine Folge)
- 2015: Veep – Die Vizepräsidentin (Veep, Fernsehserie, eine Folge)
- 2015: Freeheld – Jede Liebe ist gleich (Freeheld)
- 2017: The Good Fight (Fernsehserie, fünf Folgen)